# Grzegorz Fitelberg

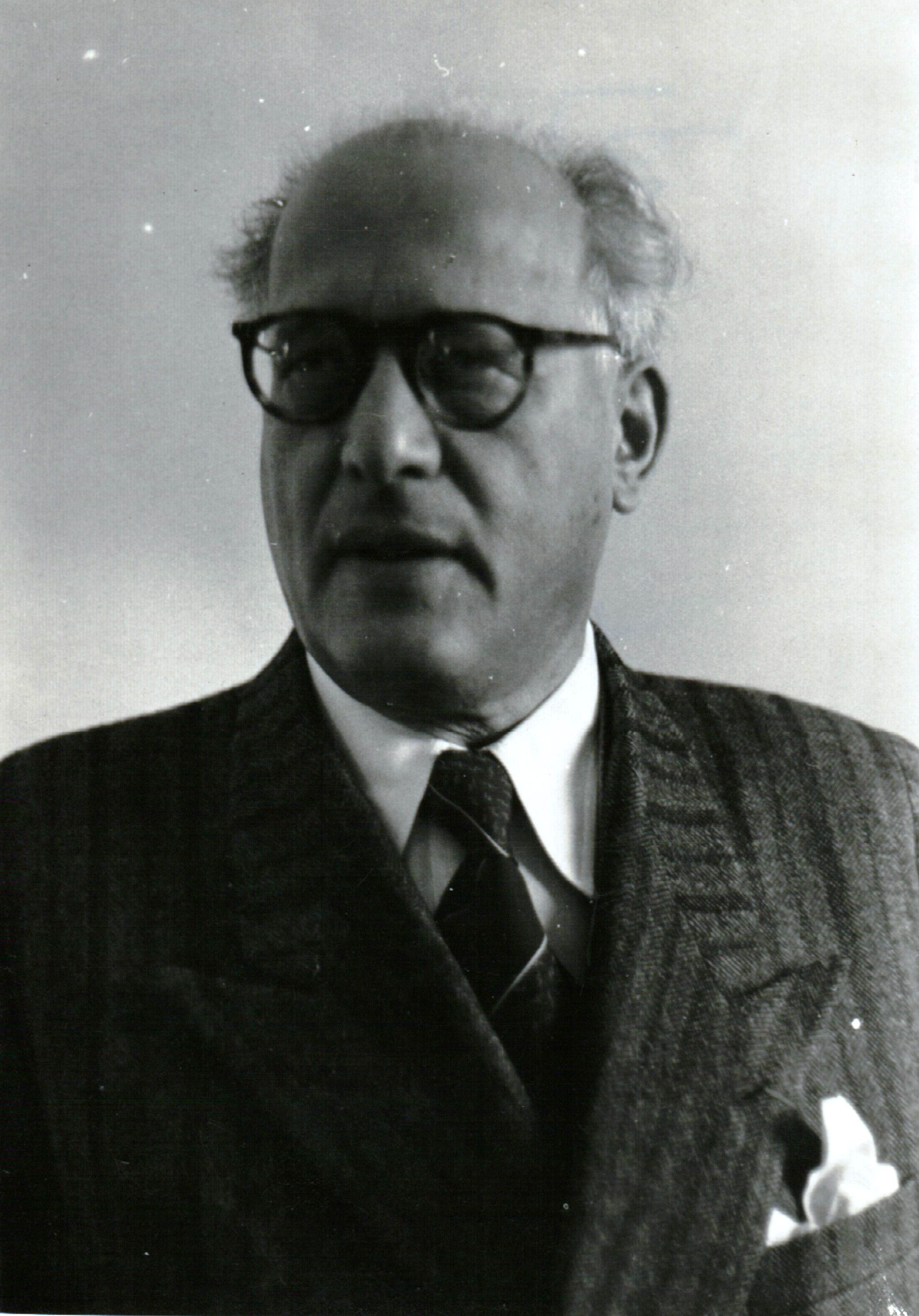
Grzegorz Fitelberg

Grzegorz Fitelberg (geboren 18. Oktober 1879 in Daugavpils, Gouvernement Witebsk, Russisches Kaiserreich; gestorben 10. Juni 1953 in Kattowitz, Volksrepublik Polen) war ein polnischer Komponist und Dirigent.

## Leben
Grzegorz Fitelberg studierte von 1891 bis 1896 Komposition bei Zygmunt Noskowski und Violine bei Stanisław Barcewicz am Warschauer Konservatorium. Er arbeitete dann am Warschauer Teatr Wielki und war seit 1901 Konzertmeister der 2. Geigen bei den Warschauer Philharmonikern. 1903 wurde in Warschau sein Sohn Jerzy Fitelberg geboren. 1905 gründete Grzegorz mit Karol Szymanowski, Ludomir Różycki und Apolinary Szeluto die Künstlergruppe Młoda Polska und die Spółka Nakładowa Młodych Kompozytorów Polskich, deren erste Konzerte er dirigierte.
Von 1908 bis 1911 war Fitelberg Chefdirigent der Warschauer Philharmoniker, 1912/1913 Dirigent an der Wiener Hofoper. Von 1914 bis 1921 wirkte er als Dirigent in Petrograd und Moskau. Nach einer Zusammenarbeit mit Sergei Djagilews Ballets Russes war er von 1923 bis 1934 erneut Chefdirigent der Warschauer Philharmoniker. Daneben unterrichtete er von 1927 bis 1930 Komposition am Warschauer Konservatorium. 1924, 1926, 1932, 1937, 1939 und 1946 als Dirigent, 1931, 1939, 1942 und 1946 als Juror bei den Weltmusiktagen der Internationalen Gesellschaft für Neue Musik (ISCM World Music Days).
1935 gründete er in Warschau das Symphonieorchester des Polnischen Rundfunks, das er bis 1939 leitete. Während des Zweiten Weltkriegs ging er zunächst nach Paris und dirigierte dann in der Saison 1940/1941 in Buenos Aires am Teatro Colón. Bis 1945 arbeitete er in den Vereinigten Staaten, danach kehrte er nach Europa zurück. 1947 übernahm er erneut die Leitung des Symphonieorchesters des Polnischen Rundfunks, das 1945 in Kattowitz neugegründet worden war und mit Fitelberg unter anderem die Uraufführung von Lutosławskis Erster Sinfonie spielte. Dieses Orchester leitete er bis zu seinem Tod. Von 1950 bis 1951 unterrichtete er außerdem an der Staatlichen Musikhochschule von Kattowitz.
Fitelberg komponierte unter anderem zwei Sinfonien, drei Sinfonische Dichtungen, zwei Ouvertüren, zwei Polnische Rhapsodien, ein Violinkonzert, zwei Violinsonaten und Lieder.
Seit 1979 veranstaltet die Filharmonia Śląska (Schlesische Philharmonie) in Kattowitz die alle vier Jahre stattfindende Grzegorz Fitelberg International Competition für junge Dirigenten.

## Werke
- Romans bez słów für Violine und Klavier, 1892
- Sonata Nr. 1 für Violine und Klavier, 1894
- Berceuse für Violine und Klavier, 1897
- Chanson triste für Klavier, 1900
- Mazurka für Violine und Klavier, 1900
- Romans bez słów für Violine und Klavier, 1900
- Trio f-Moll für Violine, Cello und Klavier, 1901
- Sonata Nr. 2 für Violine und Klavier, 1901
- Koncert für Violine und Orchester, 1903
- Canzoneta für Sinfonieorchester, 1903
- Symfonia Nr. 1, 1904
- Pieśń o Sokole, sinfonische Dichtung für großes Orchester, 1905
- Preludium i Pieśń "Łabędź" für Stimme und Klavier, 1906
- Wiosna, Ouvertüre für Orchester, 1906
- Symfonia Nr. 2, 1907
- Protesilas i Laodamia für Stimme und Orchester, 1908
- Rapsodia Polska für großes Orchester, 1913
- Rapsodia Nr. 2 für Orchester, 1914
- W Głębi Morza, musikalisches Tableau in Form einer Ouvertüre für großes Orchester, 1914
- Recitativ für Klarinette und Klavier, 1918
- Marsz Radosny für Sinfonieorchester, 1953